# Matthias Alexander Castrén
Matthias Alexander Castrén, né le 2 décembre 1813 à Tervola, Finlande et mort le 7 mai 1852 à Helsinki, est un célèbre voyageur, ethnographe, philologue, linguiste et traducteur finlandais du XIXe siècle.

## Biographie
Matthias Alexander Castrén se chargea, en 1841 de la traduction en suédois du Kalevala, la grande épopée nationale finlandaise, composée par le folkloriste Elias Lönnrot, sur la base de poésies populaires transmises oralement, dont la première version fut publiée en 1835. Cette traduction rendit l'épopée accessible ainsi à l'intelligentsia finlandaise, qui ne connaissait souvent pas le finnois.
Il meurt prématurément de la tuberculose.
Il est le père de Robert Castrén (1851-1883), publiciste, auteur et homme politique, et le grand-père de Gunnar Castrén (1878-1959), historien littéraire.

## Ouvrages
- De affinitate declinationum in lingua Fennica, Esthonica et Lapponic, 1839
- Kalevala (traduction en suédois), 1841
- Elementa grammatices Syrjaenae and Elementa grammatices Tscheremissae, 1844
- Versuch einer ostjatischen Sprachlehre, 1849
- De affixis personalibus linguarum Altaicarum, 1850

### Ouvrages posthumes
- Reseminnen från åren 1838-1844;
- Reseberättelser och bref åren 1845-1849;
- Föreläsningar i finsk mytologi;
- Ethnologiska föreläsningar öfver altaiska folken;
- Smärre afhandlingar och akademiska dissertationer